# Pax Germanica
Pax Germanica — неологизм, обозначающий период политической гегемонии и экономического роста Германии.
Растущее значение Германии в международных отношениях характеризуется провозглашением курса европейского единства.
В историческом контексте по аналогии с Pax Romana термин применяется к тем периодам развития германской нации, когда Германия распространяет своё политическое влияние на всю Европу, поддерживая континент в состоянии относительной стабильности и мира. Такими периодами можно назвать первые годы существования первого Рейха, гегемония Германской империи в Европе в конце XIX века и период нацистской экспансии в Европе в 1940-е годы. Однако владычество Германии не было даже близко абсолютным, каково было например Римское, так как параллельно существовали более могущественные империи и государства, бросавшие вызов Германскому империализму.